# Kounsitel
Kounsitel est une ville et une sous-préfecture de la préfecture de Gaoual, dans la région de Boké, au nord-ouest de la Guinée.

## Population
En 2014, sa population était de 18 572 personnes.